# Лемонт
Лемо́нт (фр. Laymont) — коммуна во Франции, находится в регионе Юг — Пиренеи. Департамент — Жер. Входит в состав кантона Ломбес. Округ коммуны — Ош.
Код INSEE коммуны — 32206.

## География

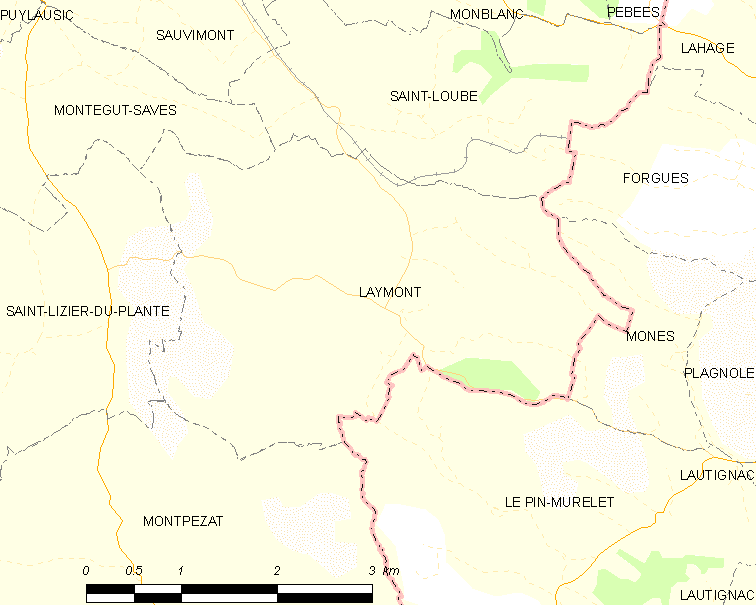
Карта коммуны

Коммуна расположена приблизительно в 620 км к югу от Парижа, в 45 км юго-западнее Тулузы, в 45 км к юго-восточнее от Оша.

## Климат
Климат умеренно-океанический. Лето жаркое и немного дождливое, температура часто превышает 35 °С. Зимой часто бывает отрицательная температура и ночные заморозки. Годовое количество осадков — 700—900 мм.

## Население
Население коммуны на 2010 год составляло 201 человек.
| 1962 | 1968 | 1975 | 1982 | 1990 | 1999 | 2010 |
| ---- | ---- | ---- | ---- | ---- | ---- | ---- |
| 263  | 254  | 218  | 210  | 199  | 216  | 201  |

## Администрация
| Период | Период | Фамилия          | Партия | Примечания |
| ------ | ------ | ---------------- | ------ | ---------- |
| 2001   | 2008   | Андре Сен-Сернен |        |            |
| 2008   | 2014   | Жильбер Лассав   |        |            |
| 2014   | 2020   | Анн-Мари Лондр   |        |            |

## Экономика
В 2010 году среди 127 человек трудоспособного возраста (15-64 лет) 93 были экономически активными, 34 — неактивными (показатель активности — 73,2 %, в 1999 году было 60,5 %). Из 93 активных жителей работали 84 человека (48 мужчин и 36 женщин), безработных было 9 (5 мужчин и 4 женщины). Среди 34 неактивных 10 человек были учениками или студентами, 16 — пенсионерами, 8 были неактивными по другим причинам.